# Thelia asprella
Thelia asprella är en bladmossart som beskrevs av Sullivant och Lesquereux 1856. Thelia asprella ingår i släktet Thelia och familjen Theliaceae. Inga underarter finns listade i Catalogue of Life.